# Vitale Falier

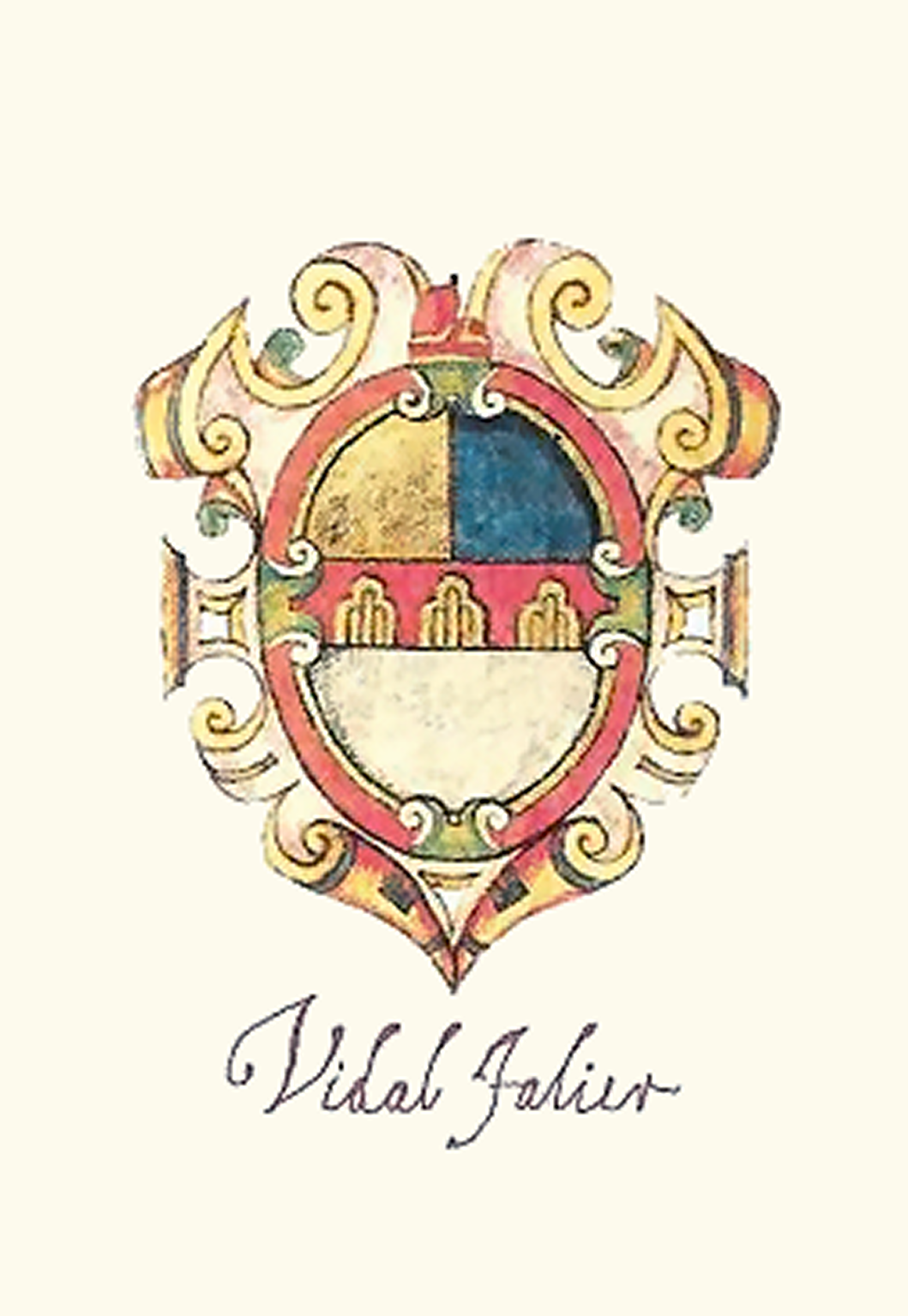
Wappen des „Vidal Falier“ nach Vorstellungen des frühen 17. Jahrhunderts

Vitale Falier, in den zeitlich näheren Quellen meist Vitalis Faletro (* 1. Hälfte 11. Jahrhundert in Venedig; † Dezember 1096 ebenda), auch Vital Faliero de’ Doni genannt, regierte von Dezember (?) 1084 bis Dezember 1096 als Doge von Venedig. Nach der historiographischen Tradition, wie die staatlich gesteuerte Geschichtsschreibung Venedigs genannt wird, war Falier, der eine Urkunde mit vitalis faletro unterschrieb, der 32. Doge.
Seine Herrschaft war sowohl durch außenpolitische Erfolge als auch durch schwere innenpolitische Probleme gekennzeichnet, die in seinen letzten Jahren zunahmen, sodass nur der Tod ihn vor dem Sturz bewahrte. Zu Anfang seiner Regierungszeit festigte sich Venedigs Macht in der Adria, die Expansion der süditalienischen Normannen wurde vorläufig aufgehalten. Der Doge versuchte sich im Streit zwischen dem Reformpapsttum unter Gregor VII. und Kaiser Heinrich IV. neutral zu verhalten. Die Grabeskirche des Apostels Markus, die Markusbasilika, wurde durch die angebliche Wiederauffindung der Reliquien des Apostels im Jahr 1094 weiter aufgewertet. Das renovierte Bauwerk wurde 1095, im Jahr nach der Weihung, vom in Bedrängnis geratenen Heinrich besucht, der eine Tochter des Dogen aus der Taufe hob. Venedig stellte er bei dieser Gelegenheit ein weitreichendes Privileg für den Handel mit seinem Reich aus, das zusammen mit einem Handelsprivileg, das die Stadt seit 1082 im Byzantinischen Reich weitgehend von Abgaben befreite, als Grundlage für die wirtschaftliche Dominanz Venedigs im östlichen Mittelmeerraum gilt.

## Herkunft und Familie
Die Falier-Faletro waren eine der ältesten Familien Venedigs. Schon in der ältesten Liste der adligen Häuser Venedigs, die Mitte des 10. Jahrhunderts entstand, zählen sie zu den „antiquiores et nobiliores Veneticos“. Wie zahlreiche andere Angehörige des Clans trug der Doge den Beinamen Dedoni oder Dedonis. Einige Dokumente tragen Unterschriften wie „Giovanni Faletro Dedonis“, ein Consigliere des Dogen, oder auch „Dominicus Faletro Dedonis“, „Dominicus Faletro“ und „Costantin Faletro“. Dieser Beiname kennzeichnete einen bestimmten Zweig (ramo) der Familie.
Die älteste Geschichtsschreibung (Origo civitatum, später die Chronik des Andrea Dandolo) belegt, dass Ordelaffo Falier, der spätere Doge, Sohn des Vitale war. Das einzige, was zu seiner Familie als gesichert gilt, ist eine Tochter, die 1095 von Kaiser Heinrich IV. aus der Taufe gehoben wurde, deren Name jedoch nicht überliefert ist. Wahrscheinlich war er vor seiner Wahl Consiliarius, er gehörte also wohl bereits zum engsten Beraterkreis des Dogen.

## Dogenamt
Falier, der laut Andrea Dandolo die treibende Kraft bei dem Aufstand gegen seinen Vorgänger Domenico Silvo gewesen war, wurde wahrscheinlich im Dezember 1084 zum Dogen gewählt. Er ist der erste Doge, von dem eine Urkunde im Original überliefert ist. Sie stammt aus dem Jahr 1090 und wurde eigenhändig unterschrieben. Der Doge zeichnete, nach Einleitung mit einem Kreuz, mit „Ego vitalis faletro dodoni d(e)i gr(ati)a dux m(anu) m(ea) s(ub)s(cripsi)“. Dieser Unterschrift mit explizit eigener Hand in Form von späten Minuskeln folgt das Schlusszeichen. Das Einhalten einer Zeile fiel dem Dogen sichtlich schwer.

### Normannen (bis 1085)
Vom Beginn seiner Regierung an war Falier wie sein Vorgänger in militärische Auseinandersetzungen mit den Normannen unter der Führung Robert Guiscards verwickelt, der gegen Byzanz bis 1071 um die Vorherrschaft in Süditalien und ab etwa 1080 in der Adria kämpfte. Er plante, das Kaiserreich zu erobern. Zudem hatte Robert sich mit Papst Gregor VII. verbündet, der wiederum mit Kaiser Heinrich IV. im Investiturstreit stand. Venedig kämpfte auf Seiten des byzantinischen Kaisers Alexios I. Komnenos (1081–1118), der, in äußerster Bedrängnis durch Normannen und Seldschuken, Venedig im Mai 1082 ein überaus weit reichendes Handelsprivileg eingeräumt hatte. Doch 1084 erlitt unter Faliers Vorgänger die Flotte eine schwere Niederlage, für die man den Dogen verantwortlich machte. Dessen Politik änderte der neue Doge, der seinen Vorgänger gestürzt haben soll, jedoch in keiner Weise. Die Normannen, geschwächt von einer Epidemie, an der im Dezember 1084 Roberts Sohn Bohemund so schwer erkrankte, dass er nach Süditalien heimkehren musste, setzte Robert Guiscards Leben im Juli 1085 ein Ende. Noch 1085 gelang Vitale Falier bei Butrint ein entscheidender Sieg über die Normannen. Zu Lande hatte Kaiser Alexios, der die erste Schlacht gegen Bohemund verloren hatte, einen entscheidenden Sieg davongetragen.

### Verhältnis zu Byzanz, Dalmatien
Kaiser Alexios, an dessen Hof Falier nach seiner Wahl drei Gesandte geschickt hatte, zeichnete den neuen Dogen für seine Hilfe mit dem Titel eines protosebastos (proto=primo/der erste, sebastos = augustus) aus und wenig später mit dem eines dux Venetiarum atque Dalmaciae, wenn auch nur ein schmaler Küstenstreifen Dalmatiens der Herrschaft der Venezianer unterstand. Der größte Teil des ehemals kroatischen Territoriums war von Ungarn annektiert worden. Wahrscheinlich erreichten die drei Gesandten auch die Bestätigung des Privilegs von 1082, das bald seine Wirkung auf den Handel entfaltete. Der Titel des protosebastos taucht 1089 in einer Urkunde auf, als der Doge dem Kloster Ss. Secondo ed Erasmo Salinen schenkte – eine Möglichkeit der Gewinnung von Meersalz, das wiederum für die Wirtschaft Venedigs von erheblicher Bedeutung war und staatlich monopolisiert wurde. Den besagten Titel eines Dogen von Venedig und Dalmatien trug Falier, wie Vittorio Lazzarini nachweisen konnte, in keiner einzigen Urkunde, wohingegen den vollständigen Titel sein Nachfolger beanspruchte.

### Besuch Kaiser Heinrichs IV. in Venedig, Taufpate, Handelsprivileg (1095)
Im Investiturstreit versuchte sich Vitale Falier nach dem Normannenkrieg neutral zu verhalten. Die Jahre 1093 bis 1096 verbrachte Heinrich IV. – zur Untätigkeit gezwungen – eingeschlossen in Oberitalien. Im März 1095 erschien er jedoch unter dem Druck einer abermaligen Exkommunikation in Padua, im Juni, inzwischen exkommuniziert, im nahe gelegenen Mestre, wo er dem venezianischen Frauenkloster San Zaccaria ein Privileg ausstellte. Kurz zuvor war eine Verwandte des Dogen, Maria Falier, dort Äbtissin geworden. Im Mai hielt sich der Kaiser in Treviso auf, wo er Gesandte des Dogen empfing. Diese luden ihn wohl nach Venedig ein, wo er, von religiösen Empfindungen getrieben, die Markusreliquien aufsuchte, die Stadt erkundete und, nachdem er einigen Klöstern Urkunden ausgestellt hatte, die Lagune wieder verließ. Roman Deutinger geht davon aus, dass der Besuch des Kaisers im Juni 1095 stattfand, denn in der in Mestre ausgestellten Urkunde wird nicht nur der Doge hoch gelobt, sondern auch die Taufe von dessen Tochter erwähnt, wodurch eine Art von Verwandtschaft zwischen den Herrschern hergestellt worden war. Der anschließend in Treviso abgeschlossene Vertrag, der es Händlern verbot, über Venedig hinauszugehen, markierte, wenn auch weniger wirksam als das byzantinische Privileg von 1082, „einen weiteren Schritt auf dem Weg Venedigs zur beherrschenden Seemacht im östlichen Mittelmeer“.
Der Kaiser hob während seines Aufenthaltes eine namentlich nicht genannte Tochter des Dogen aus der Taufe, um daraufhin nach Treviso zurückzukehren, wo er die Privilegien der Stadt erneuerte, die seit karolingischer Zeit von den meisten Herrschern des Römisch-deutschen Reiches bestätigt worden waren. In dieser Urkunde betont Heinrich die engen Beziehungen zu Vitale Falier in der Rolle des Taufpaten.
Heinrich war auf der dringenden Suche nach Verbündeten, was möglicherweise der Grund war, warum er den Venezianern sehr weitgehende Konzessionen machte. Waren aus dem Reich mussten nunmehr in Venedig gelagert werden (Stapelzwang), bevor sie ostwärts weiterverkauft werden durften. Das Privileg Heinrichs ergänzte das Privileg Alexios’ I. von 1082, das den Venezianern Abgabenfreiheit und eine eigene Rechtsprechung sowie ein Quartier in Konstantinopel versprach. Beide zusammen brachten dem Handel Venedigs enorme Vorteile. Es dürfte kein Zufall gewesen sein, dass der Doge den Ausbau und die Befestigung von Loreo, nahe der Etsch gelegen, im Jahr 1094 neu organisierte, denn hier verlief der Haupthandelsweg über Po und Etsch ins Reich.

### San Marco: Abschluss des Wiederaufbaus, Wiederauffindung des Apostels

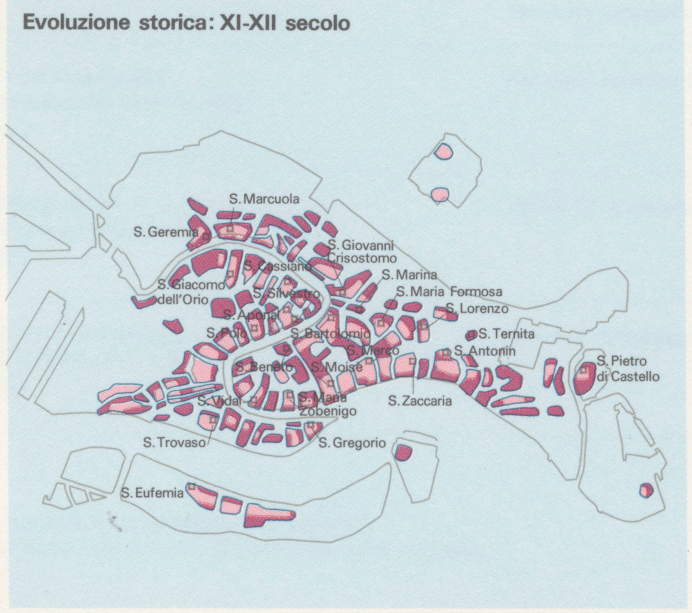
Karte der Inseln Venedigs im 11./12. Jahrhundert

Die von seinen Vorgängern Domenico I. Contarini und Domenico Silvo betriebene Ausstattung von San Marco mit Mosaiken war inzwischen vollendet, und die Kirche konnte 1094 geweiht werden. Da die Reliquien des Evangelisten Markus seit dem schweren Brand von 976 versteckt worden waren, jedoch niemand sich an diesen Ort erinnern konnte, baten Doge, Klerus und die Gemeinde mit dreitägigem Fasten und Beten sowie mit Prozessionen um das Wiedererscheinen des Stadtpatrons. Auf wundersame Weise öffnete sich, so die Geschichtsschreibung, eine Marmorsäule neben dem Altar und der bronzene Sarkophag des Heiligen kam zum Vorschein. Er wurde jedoch sofort wieder an einen geheimen Ort gebracht, nämlich am 8. Oktober 1094, einen Ort, der nur dem Dogen und den Prokuratoren von San Marco bekannt war. Das Grab blieb für die nächsten Jahrhunderte verborgen. Erst 1811 entdeckte man bei Ausgrabungen in der Krypta zufällig ein Skelett sowie eine Bleitafel mit dem besagten Datum 1094, dem Jahr, in dem die Basilika geweiht worden war. Die legendenhaften Ereignisse um das Wiedererscheinen des Apostels trugen entscheidend zur Festigung des Markuskults in Venedig bei. Münzen, die zu dieser Zeit geprägt wurden, trugen das Bild des Apostels und die Inschrift S. Marcus Venecia, im Avers erscheint der Name Kaiser Heinrichs. Unter dem Dogen Renier Zen (1253–1268) wurde die alljährliche Feier der Wiederauffindung des heiligen Leichnams als Staatszeremonie eingerichtet.

### Gegen Ende der Herrschaft: Naturkatastrophen, Hungersnot, Unruhen
Die letzten Jahre des Dogen boten eher Anzeichen einer Krise. Die Geschichtsschreiber berichten von Erdbeben, Überschwemmungen, Teuerungen und Hungersnot, und infolgedessen von Aufständen. In der Stadt wuchs die Unzufriedenheit mit dem Dogen, dem man die Schuld an allem Unheil zuschob, ähnlich wie bereits seinem Vorgänger.

### Tod, Beisetzung in San Marco
Als Falier an Weihnachten starb, war er nur knapp seiner Entmachtung entgangen. Er wurde im Atrium von San Marco begraben, wahrscheinlich im Jahr 1096. Roberto Cessi datiert sein Todesjahr allerdings auf 1095. Die älteren Chronisten geben nur die Dauer seiner Herrschaft an, und zwar mit einigen Abweichungen, nämlich elf Jahre und drei Monate nach den Annales Venetici breves, elf Jahre, sieben Monate und zehn Tage nach der Origo civitatum, hingegen zwölf Jahre nach Andrea Dandolo. Spätere Chroniken berichten davon, dass das Volk Vitale Falier die Schuld an der Hungersnot gegeben habe, und so hätte es sein Grab geschändet. Dieses ist das älteste erhaltene Dogengrabmal in Venedig, seine heutige Form gehört aber wahrscheinlich dem 13. Jahrhundert an. 

## Rezeption

### Bis gegen Ende der Republik Venedig

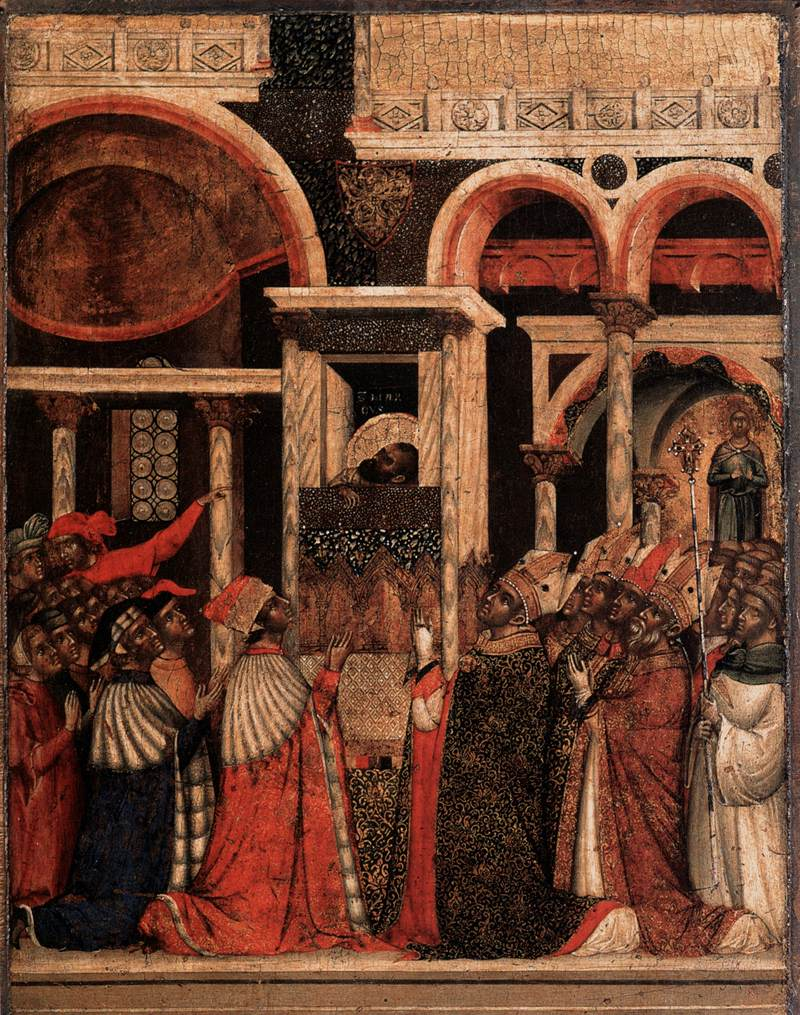
Die Wiederauffindung der Reliquien des hl. Markus, Paolo Veneziano, Tempera auf Holz, 1345, Markusdom

Die hier (scheinbar) ausführliche Cronica di Venexia detta di Enrico Dandolo aus dem späten 14. Jahrhundert, die älteste volkssprachliche Chronik Venedigs, stellt die Vorgänge ebenso wie Andrea Dandolo auf einer in dieser Zeit längst geläufigen, weitgehend von den Dogen beherrschten Ebene dar – sie bilden sogar das zeitliche Gerüst für die gesamte Chronik, wie es in Venedig üblich war. Das gilt auch für „Vidal Falier“, über den jedoch fast nichts berichtet wird, außer dem Schrecken über den zeitweiligen Verlust der Reliquien des hl. Markus. Der neue Doge wurde von der Mehrheit des Volkes gewählt („de la più parte del povolo“). Er habe drei Gesandte nach Konstantinopel geschickt, deren Namen der Verfasser fälschlicherweise mit „meser Vidal Michiel, meser Zuane Dandulo et meser Anthonio Orio“ angibt. Wie der Herausgeber anmerkt (S. 52, Anm. 236) waren diese jedoch Andrea Michiel, Domenico Dandolo und Iacopo Orio. Die Gesandten erreichten, dass Venedig als Oberherrin von Dalmatien Anerkennung fand („liberamente tucta la Dalmatia dominiçasse“). Als der besagte Verlust der Reliquien des hl. Markus bemerkt wurde, „lo dicto Duxe cum tucto el povolo funno in grande tristicia, quasi parendoli esser privadi del suo paron et proptector“. Wegen dieses Verlusts des ‚Patrons und Beschützers‘, der das ganze Volk in tiefe Trauer gestürzt habe, versammelten sich alle Prälaten, es wurden drei Tage lang Prozessionen und Litaneien durchgeführt, bis sich der rechte Arm des Evangelisten an einem Pilaster zeigte, an dem der Altar des „san Iacomo“ stand. So konnte der Körper des Heiligen wiedergefunden werden. „Et de ciò alcum non dubiti, ma habia fermissima credença“, wie der Autor betont, man habe nicht den geringsten Zweifel, sondern den festesten Glauben. Die Überreste, die, wie es heißt im Jahr „VIIIcXXIII“ aus Alexandria entwendet worden waren, sollten vor Diebstahl gesichert werden, indem man sie versteckte, oder aber, man habe unter Pietro Orseolo beim Umbau der Kirche ein erneutes Feuer gefürchtet, begründet der Verfasser, warum die Reliquien versteckt worden waren. Zukünftig sollten nur noch der Doge und die Prokuratoren genau wissen, wo sich die Reliquien befinden. Der Doge, friedlich beigesetzt „soto il portego“ der Markuskirche, hatte „XIII“ Jahre geherrscht. Dabei erscheint von anderer Hand die Angabe „MLXXXXV“, also das Jahr 1095.
Pietro Marcello meinte 1502 in seinem später ins Volgare unter dem Titel Vite de’prencipi di Vinegia übersetzten Werk, der Doge „Vitale Faliero Doge XXXI.“ „fu creato poi doge“ (‚wurde danach zum Dogen gemacht‘). Auch hier schickte der neue Doge Gesandte nach Konstantinopel „ad Alesso Imperadore“, auf dass dieser „concedesse in perpetuo alla Signoria di Vinegia lo Imperio della Dalmatia, & della Croatia tratto delle mani degli assassini, & che i Veneziani leggittimamente possedessero quei luoghi“. Die drei schon von Caroldo genannten Gesandten erreichten ihr Ziel ‚leicht‘. Zu dieser Zeit kam „Arrigo Imperadore d’Italia“ von Treviso nach Venedig, um die Sakristei der Markuskirche zu sehen – anscheinend verspottete der Autor Heinrich IV., den er als Kaiser von Italien tituliert, der zudem die besagte Sakristei sehen wollte. Auch Marcello berichtet von der Wiederauffindung der Reliquien des hl. Markus durch ein Wunder, wobei ein Arm aus der Erde oder aus der Mauer geragt habe. Außerdem habe der Doge das durch Alterung ‚ruinierte‘ Loreo erneuert („rinovò“), er selbst starb im „anno XIII. del suo Prencipato“.
Nach der an dieser Stelle tatsächlich ausführlicheren Chronik des Gian Giacomo Caroldo, den Historie venete dal principio della città fino all’anno 1382, wurde „Vital Falier“ im Jahr „MLXXXIIII“, also 1084, von der Volksversammlung als Doge bestätigt („acclamato“), der „persuase al Popolo l’espulsione del precessor suo“, der also ‚das Volk zur Vertreibung seines Vorgängers überredet hatte‘ (S. 97). Der neue Doge schickte an Kaiser Alexios die drei „Oratori, Andrea Micchiel, Dominico Dandolo et Giacomo Aurio“, womit Caroldo, im Gegensatz zur vorgenannten Cronica di Venexia detta di Enrico Dandolo die richtigen Familienmitglieder nennt. Diese wiederum erreichten in Konstantinopel die „giurisdittioni della Dalmatia et Croatia, Provincie havute da Venetiani per deditione di quelli Popoli, le quali appartevano all’Imperio Orientale“, also die Rechtsgewalt über Dalmatien und Kroatien, Gebiete, die Venedig durch Dedition der Völker besaß, die zum östlichen Kaiserreich gehörten. Dabei erinnert der Verfasser daran, dass Dalmatien die erste Provinz gewesen sei, die Karl der Große und Nikephoros vertragsgemäß bei der „partione“, der ‚Teilung‘, dem Ostreich zugeordnet hatten, und wo noch zu Zeiten der Kaiser Basileios und Konstantin „presidenti“ saßen, auch wenn diese wenig gehorsam waren („benche poco ubidienti“). Bei den Verhandlungen wurde angeführt, die Venezianer hätten schon die Narentaner und Slawen wegen ihrer Piraterie bestraft und man fügte die „armate che Venetiani haveano mandate più volte in aiuto dell’Imperatore“ hinzu, die Flotten, die mehrfach von den Venezianern dem Kaiserreich zu Hilfe ausgeschickt worden waren. Der Doge erhielt die Titel „Dalmatia et Croatia Duce et Imperiale Prothosevasto“. Nach dem Tod des „Dominico Vulcano Patriarcha“ folgte ihm „Dominico Saponario“, der in Konstantinopel starb, schiebt der Verfasser ein. Als nun „Henrico di Roma Imperatore“ in Treviso war, schickte der Doge „Guason Cancellario, Vital Micchiele et Pietro Zopolo Legati“ zu ihm, die vom Kaiser mit „lieto animo“ erblickt wurden, mit frohem Herzen, und „in segno dell’amor suo verso il predetto Duce, volse una figliuola del detto Duce far tener a battesimo“. Die avisierte Taufpatenschaft für eine Tochter des Dogen sollte also als Zeichen der kaiserlichen Liebe zum Dogen gelten. Durch die besagten „Oratori“ übersandte der Kaiser seinerseits die Anerkennung der von seinen Vorgängern eingeräumten Privilegien.
Auch Heinrich Kellner meint in seiner 1574 erschienenen Chronica das ist Warhaffte eigentliche vnd kurtze Beschreibung, aller Hertzogen zu Venedig Leben, „Vitalis Falier“, sei „darnach Hertzog worden“. Auch bei ihm schickte der neue Doge als erstes „seine Bottschafften zu dem Constantinopolitanischen Keyser Alexio“. Sie erreichten, dass er „der Herrschafft Venedig die beyde Landtschafften/Dalmatien und Croatien(welche sie den Räubern genommen hatten) ewiglich ubergab“. Die Gesandten heißen bei ihm „Dominicus Dandalus/Andreas Michiel/unnd Jacob Orio/ welche alle Ding leichtlich erhielten.“ In einer Marginalie datiert Kellner dieses Ereignis in das Jahr 1072. – „Zu der zeit kam Keyser Heinrich von Tervis gen Venedig / Sankt Marx Kirch zu besehen/ dann man sagt / daß kurtz zuvor Sanct Marx ein Wunderzeichen gethan/seinen Arm auß der Erden oder Mauwer herauß gesteckt/und den Bürgern zu Venedig gezeiget hab.“ Loreo habe der Doge „erneuwert“, weil es „vor grossem alter verfallen war.“ Auch bei Kellner starb der Doge im dreytzehenden jar seines Hertzogthumbs, doch fügt er als Marginalie an: „Etlich sagen im zwölfften“. Schließlich bemerkt Kellner, dass „bey seinem Grab“ in San Marco „ein viereckender Stein auffgericht“ worden sei. Die darin eingehauenen „Verß“ seien „alters halb zum theil ubel zu läsen und zuverstehen/zum theil gar außgangen“.

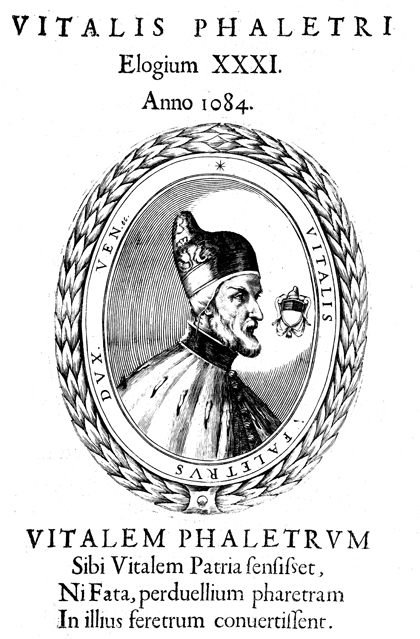
Leone Matina: Phantasieporträt des Dogen in der wohl ersten gedruckten Porträtserie aller bis dahin anerkannten Dogen, dem Ducalis regiae lararium von 1659

In der Übersetzung von Alessandro Maria Vianolis Historia Veneta, die 1686 in Nürnberg unter dem Titel Der Venetianischen Hertzogen Leben / Regierung, und Absterben / Von dem Ersten Paulutio Anafesto an / biss auf den itzt-regierenden Marcum Antonium Justiniani erschien, zählt der Autor, abweichend von Pietro Marcello, „Vitalis Falier, Der 32. Hertzog“. Dieser „bemühete“ sich „gleich bey dem ersten Anblick des Hertzoglichen Throns“, „weiln er ein sehr kluger Regent gewesen“, nicht nur das wankende Bündnis mit Byzanz zu erneuern, sondern „auch eine neue Alliantz mit dem Occidentalischen Kayser Henrich dem Dritten / so sich damalen eben zu Treviso befunden“ „auf das allerfesteste zu schliessen und aufzurichten“. Er sei wegen des besagten Mirakels nach Venedig gekommen. Der Kaiser wurde „von der Stadt auf das allerprächtigste bewillkommet / und dem Hertzogen / dessen Gemahlin um selbige Zeit eben niedergekommen / eine junge Tochter zur Tauff getragen haben solle“. Mit Alexios wurde nicht nur ein entsprechendes Bündnis durch die besagten Gesandten abgeschlossen, „sondern auch über das bey ihm zuwegen gebracht / daß sie die beyden Landschafften / als Dalmatien und Croatien / welche sich selbsten theils freywillig an sie ergeben / theils mit Gewalt den Normantinern abgenommen hatten / der Venedischen Herrschafft auf ewige Zeit verblieben/und sie derselben mit rechtmässigem Titul hinfüro innen behalten und besitzen solten.“ Vianoli erwähnt, dass unter Falier „eine grosse Armada wider die Normantiner geschicket“ worden sei, um ihnen den „importanten Seehaven Duraz“ „wiederum aus ihren Händen zu reissen“. Doch die Flotte unterlag und musste abziehen. Danach sei die Befestigung des überalterten Loreto erfolgt, und der Doge sei „im zwölfften Jahr seiner guten Regierung sanfft und ruhig verschieden“. Auch nennt er den von Kellner erwähnten Grabstein in der Markuskirche mit „einem Epitaphio, so aber Alters halben zum theil übel zu lesen / anzutreffen“ sei. 1096 wurde sein Nachfolger „benamset Vitalis Michiel“.
1687 bemerkt Jacob von Sandrart in seinem Opus Kurtze und vermehrte Beschreibung Von Dem Ursprung / Aufnehmen / Gebiete / und Regierung der Weltberühmten Republick Venedig lakonisch offenbar ohne genauere Kenntnisse, dass „Vitalis Faledrus“ „Im Jahr 1084“ zum „XXXI erwehlet“ worden sei, also wohl zum 31. Dogen. Dann setzt er ungenau fort: „Dieser erhielt von dem Griechischen Kaiser Alexio die Königreiche Dalmatien und Croatien / welche er den streiffenden Partheyen aus den Händen gerissen.“ Auch habe er „das Schloß zu Loretto wieder zurichten lassen.“ „Zu dessen Zeit ist Kayser Heinrich der IV. zu Venedig gewesen / und als er die Herrlichkeit derselbigen Stadt gesehen, hat er sich nicht enthalten können sie ein Königlich Stadt zu nennen.“ Damit endet Sandrarts Abschnitt zu Vitale Falier.

### Historisch-kritische Darstellungen

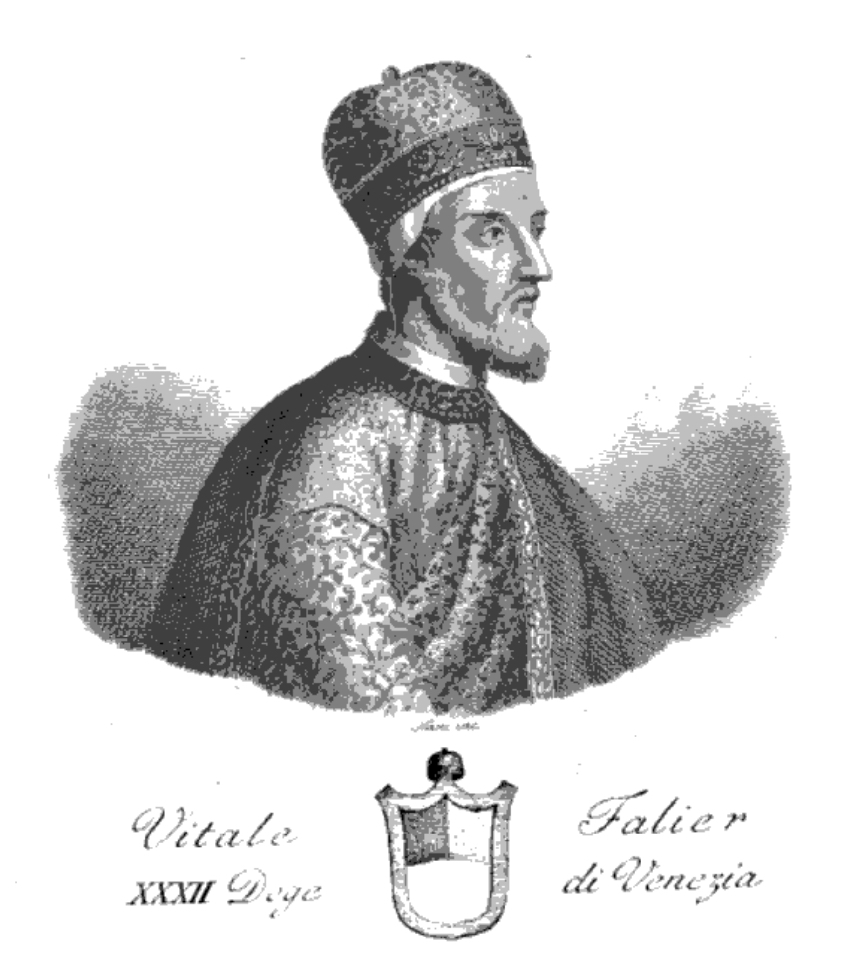
Phantasiedarstellung des Dogen von vor 1834, Antonio Nani: Serie dei Dogi di Venezia intagliati in rame da Antonio Nani. Giuntevi alcuni notizie biografiche estese da diversi, Bd. 1, Merlo, Venedig 1840, o. S. (Google Books)

Johann Friedrich LeBret publizierte ab 1769 seine vierbändige Staatsgeschichte der Republik Venedig, worin er konstatiert, dass den neu gewählten „Vital Falier“ „einige Schriftsteller bezichtigen, daß er das meiste zur Absetzung des Silvius beigetragen habe.“ Im Gegensatz zu früheren Autoren betont LeBret, dass der Doge „von der Lage des morgenländischen und italienischen Reiches den Nutzen zu ziehen“ suchte, „der ihm möglich war, und niemals hätte Venedig hierzu eine schicklichere Zeit erwählen können, als diese, da das griechische Reich eben so großen Zerrüttungen ausgesetzet war, als das italienische.“ In den dalmatinischen Städten sah LeBret eher „Verbündete“ Venedigs, deren wichtigster Mann der Prior von Zara war, doch „Falier wollte seine Herrschaft befestigen, oder wenigstens derselben die rechtliche Form einer feyerlichen Abtretung von Seiten des griechischen Kaisers verschaffen“ (S. 278). Die drei Gesandten führten dem Kaiser die venezianischen Mühen und Kosten vor Augen, vor allem aber die Gefahr durch Kroatien und Ungarn. „Der Kaiser sah die Nothwendigkeit wohl ein, Dalmatien einer Macht abzutreten, die ihm am angenehmsten wäre.“ Dieser fürchtete zudem, so LeBret, das Bündnis aus Kroaten und Ungarn, Papst und Normannen. So wurde Dalmatien, aber auch Istrien, zu venezianischem „Eigenthum“. Einzige Bedingung war, dass Venedig Alexios gegen die Normannen unterstütze. Der Kaiser habe sich dem Dogen verpflichtet gefühlt, was zur Folge hatte, dass er ihm noch „den Titel eines Protosebasten gab, den Falier beständig in seiner Titulatur führete“, wie LeBret behauptet. Venedigs Flotte griff die Normannen tatsächlich an, während Robert 1084 nach Rom eilte, um den Papst zu schützen, „welches die erste Gelegenheit war, daß auch die Saracenen dem Papste helfen mußten“ (S. 279). Zwar siegten die Flotten der Venezianer und Byzantiner zunächst, doch Robert Guiscards Sohn Bohemund konnte in einem zweiten Treffen beide Flotten „zerstreuen“. Robert besiegte die Flotte Venedigs, starb jedoch am 9. September 1085 auf Kephalonia. „Niemand freuete sich mehr über Roberts Tod, als der Kaiser Alexius.“ Dieser konnte zudem erreichen, dass eine Partei in Durazzo die „Häupter der normännischen Partey niederhieb“ und die Stadt dem Kaiser übergab. – LeBret konstatiert, dass es Papst Gregor, im Gegensatz zu anderen Orten Italiens, wie etwa Mailand, nicht gelungen war, Venedig zu beunruhigen. Im Gegenteil: „Wir haben auch in den venetianischen Archiven schriftliche Beweise genug, daß Heinrich … ein großer Freund der Venetianer gewesen.“ Alexios habe in Piacenza um Unterstützung gegen die Türken geworben, was der neue Papst Urban II. aufnahm, „und die Christen ermahnete, sich zu beeifern, damit den Ungläubigen die heiligen Oerter wieder entrissen würden, zu welchem Ende er selbst eine Kirchenversammlung in Clermont angesetzet hatte“. Heinrich IV. hatte bei seinen zahlreichen Feinden – LeBret zählt „die Gräfinn Mathildis“, aber auch Roberts Nachfolger Roger, den Papst und die lombardischen Städte auf – keine Wahl, er musste sich die Freundschaft der Venezianer erwerben, die wiederum an einem „Gleichgewicht der Macht“ interessiert waren. „Sie schickten den Kanzler Gauso, den Vital Michieli und den Peter Zopolo nach Treviso“, dessen Bischof dem Kaiser anhing. Heinrich bestätigte die alten Privilegien und sagte einen Besuch beim Dogen zu. Dort hob er eine Tochter des Dogen aus der Taufe, besuchte die Markuskirche, verlieh einigen Klöstern Privilegien und „bewunderte die ganze Lage und Einrichtung der Stadt“. Das Kloster San Zaccaria nahm er in seinen kaiserlichen Schutz. Das langfristig sehr viel bedeutendere Abkommen, mit dem Venedig im Jahr 1095 den Stapelzwang bei Waren aus dem Reich durchsetzte, nennt LeBret nicht.
Weniger erzieherisch-moralisierend als nach zeitgenössischen Motiven suchend, äußerte sich Samuele Romanin, der in den weiteren historischen Zusammenhang einbettende Historiker, der diese Epoche 1853 im ersten der zehn Bände seiner Storia documentata di Venezia darstellte. Für ihn bestand die erste Handlung des neuen Dogen darin, eine Gesandtschaft nach Konstantinopel zu schicken, während die Flotte im „lago de Glikis“ überwinterte. Alexios eröffnete den Gesandten, dass er Hilfe brauche, die er jedoch mit umfangreichen Privilegien kompensieren wolle. Er erkannte dem Dogen den Titel eines Dogen von Dalmatien zu, jedoch, so Romanin, führte dieser erst sehr viel später auch den eines Dogen von Kroatien. Wie Anna Komnena berichte, siegten die Venezianer vor Korfu und Butrint. Robert starb im Juli 1085, worauf seine Truppen sich ‚in Eile‘ nach Italien zurückzogen, wo sich die Erben Roberts stritten und so Byzanz das verlorene Durazzo zurückgewinnen konnte. Venedig erhielt ein großes Privileg (das der Autor nach dem Tod Roberts platziert, obwohl dieses bereits 1082 ausgestellt worden war), wohingegen der vormals reiche Handel und die Handelskolonie von Amalfi, das die Normannen unterstützt hatte, damit ruiniert waren. Allerdings entstanden Venedig mit Pisa und Genua zwei neue Konkurrentinnen. Pisa hatte schon Otto II. mit Schiffen unterstützt und erhielt nun Privilegien von Heinrich IV. ‚Ein Waffengang mit den Venezianern wurde jeden Tag unvermeidlicher‘. 1088 führte Genua, im Einverständnis mit Pisa, einen Schlag gegen Nordafrika, doch bald waren die beiden Handelsstädte verfeindet. Als Heinrich IV. nach Italien kam, suchte er das Bündnis mit Venedig. Romanin erzählt zwar knapp vom Besuch des Kaisers in Venedig, aber umso ausführlicher vom Wunder der Wiederauffindung der Reliquien des Evangelisten Markus. Diese wurden am 6. Mai 1811 abermals wiederentdeckt, zusammen mit einer „lamina“ zur Erinnerung an den 8. Oktober 1094. An den Jahrestag erinnerten nun Prozessionen. Für Romanin besuchte Heinrich im Jahr 1094 Venedig, wobei er daraus Nutzen ziehen wollte, dass zahlreiche Pilger nunmehr die Wunderstätte aufsuchten. Von dem, nach Dandolo auch vom Kaiser bewunderten Reichtum der Stadt zeugt eine Urkunde von 1097, in der die Brüder Tisone und Pietro Orio, Söhne eines Stefano aus der Contrada San Giovanni Confessore ihren umfangreichen Besitz in der Stadt, einschließlich Läden, dem Dogen und dem Volk von Venedig vermachten (S. 332). Auch erläutert der Autor die Bedeutung von Loreo, das der Doge wieder instand setzen ließ, für den Handel der Lombarden, Toskaner und Römer, sowie für Venedigs Handel über Po und Etsch. Auch war dies ein wichtiger Ort für die Pilger nach Rom. In dieser Urkunde nennt sich der Doge tatsächlich „duca di Dalmazia e Croazia“. Auch eröffne diese Urkunde einen tiefen Einblick in die Situation und Organisation der venezianischen Festlandsorte, etwa durch Bestimmungen zu Fischfang und Jagd, Vereidigung der Bewohner, Befreiung vom Militärdienst oder die freie Wahl des Gastalden und des Pfarrers. Die letzten Nachrichten zu Vitale Falier beziehen sich auf „violenta bufera“, Erdbeben und Hunger, wobei man für letzteren den Dogen verantwortlich machte.

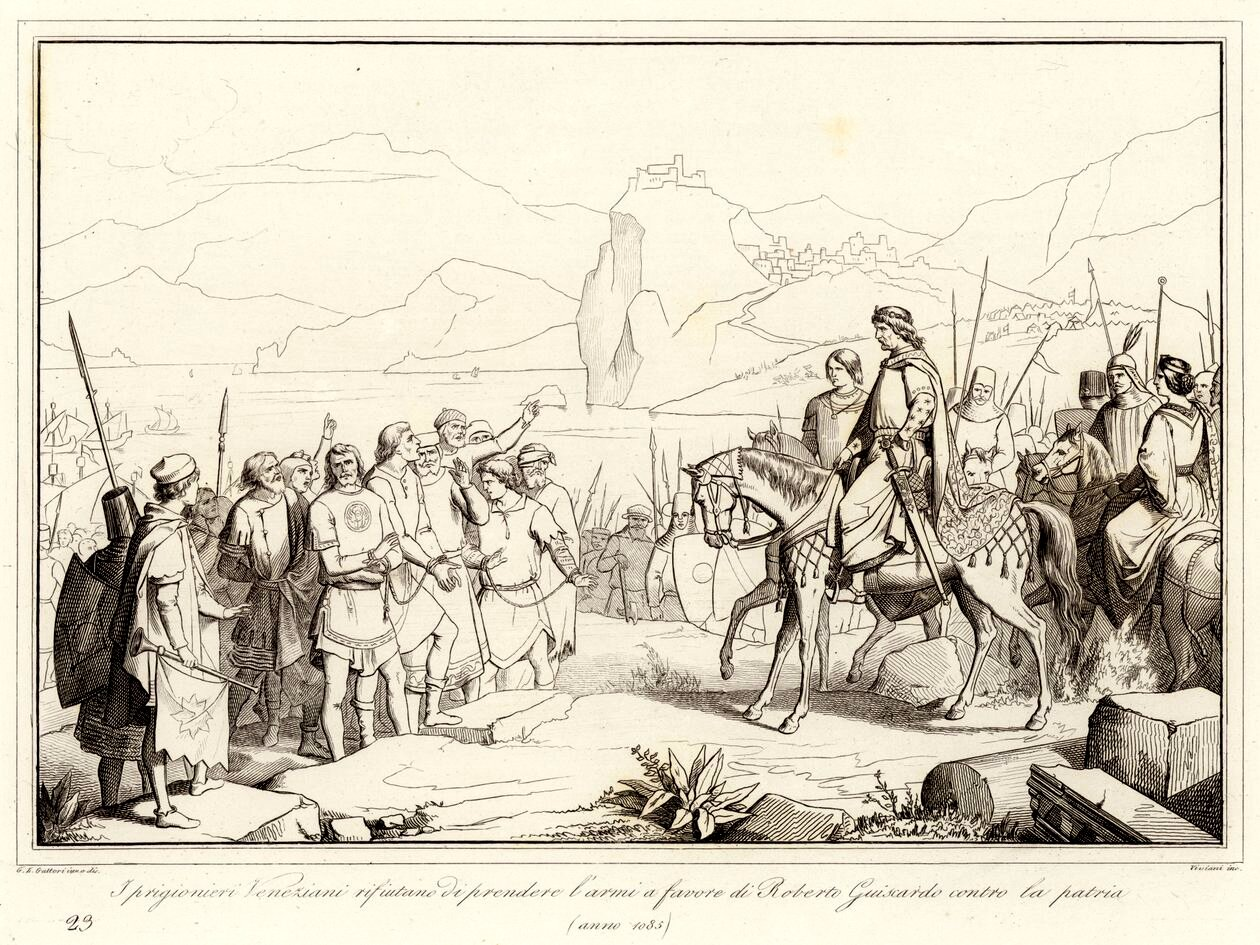
Historiengemälde mit den gefangenen Venezianern, die sich 1085 weigern, auf die Seite Robert Guiskards zu wechseln; Storia veneta espressa in centocinquanta tavole inventate e disegnate da Giuseppe Gatteri sulla scorta delle cronache e delle storie e secondo i vari costumi del tempo, incise da Antonio Viviani e dai migliori artisti veneziani ed illustrate da Francesco Zanotto, Giuseppe Grimaldo, Venedig 1863

In seinem Il Palazzo ducale di Venezia von 1861 räumt Francesco Zanotto der Volksversammlung größeren Einfluss ein, doch dieses Volk sei immer ‚leichtgläubig weil unwissend‘ („credulo perchè ignorante“) und ‚wankelmütig wie die See‘. Als nach einer Niederlage der venezianischen Flotte, noch unter Vitales Vorgänger Domenico Silvo, gegen die noramnische ‚die fatale Nachricht nach Venedig kam, war alles Konfusion, Traurigkeit, Angst‘. Da, wie es immer beim „cieco e volubile vulgo“, beim ‚blinden und redseligen Volk‘ sei, fielen die Venezianer vom Dogen ab, wobei insbesondere Vitale Falier das Volk darin befeuerte. Nach Zanotto war er sogar ‚die Seele der Revolte‘, ein Mann, der den Beinamen „Dodoni“ oder „De donis“ erhielt, weil er mit „doni“, mit Geschenken, die Leute auf seine Seite gebracht habe. Doch ließ er diese „macchia“ hinter sich und wurde ‚nützlich für das Vaterland und beliebt beim Volk‘. Auf Ersuchen Alexios’ gingen die besagten Gesandten nach Konstantinopel, um über Hilfsmöglichkeiten zu beraten. Auch Zanotto nennt als Preis die Rechte über Dalmatien und den dazugehörigen Titel, dazu Einnahmen aus dem Reich für den Dogen und verschiedene Kirchen. Dazu dienten Häuser in Konstantinopel und in Durazzo. Beim folgenden Sieg wäre beinahe Roberts Frau „Singelgasta“, eine ‚Frau von männlichem Mut‘, in die Hände der Venezianer gefallen. Dieser Sieg, so der Autor, sei entscheidend gewesen, Robert habe gerade noch Kephallonia angreifen können. Sein dortiger Tod ‚bedeutete Leben für die Griechen‘, die in kurzer Zeit ihr Land zurückgewannen. Die im Codice Trevisano überlieferte Goldbulle brachte enorme wirtschaftliche Vorteile, wie Zanotto ausführt, da er zahlreiche, fortan abgabenfreie Häfen nennt. Außerdem musste jeder Amalfitaner in Byzanz drei Hyperpera an die Markuskirche entrichten. Dies, so Zanotto, hatte seine Ursache wohl in der Unterstützung Roberts durch Amalfi. Doch nun fand man die Reliquien des Schutzheiligen nicht mehr, die beim Stadtbrand von 976 versteckt worden waren. Am 25. Juni 1094 fand eine Prozession statt, ‚zu der sich das ganze Volk von allen Inseln und dem Festland des Staates‘ versammelte. Während des Gottesdienstes fielen plötzlich Steine herab, ‚genau dort, wo sich der vergoldete Kopf eines Engels sehen lässt‘ und wo man nun eine marmorne Kiste mit den Reliquien fand, die nun drei Tage lang aufgesucht werden konnten. Am 8. Oktober, so Sanudo, wie Zanotto ausdrücklich anmerkt, wurden die Reliquien wieder in eine Urne gepackt und in der Krypta untergebracht. Eine Bleiplatte wies später das Datum der Niederlegung aus, als 1811 die Reliquien abermals wiederentdeckt wurden. Den Besuch Heinrichs IV. setzt Zanotto kurz nach der Wiederentdeckung der Knochen an, die der Kaiser nun zu verehren gedachte. Abermals nach Sanudo soll die Tochter des Dogen „Enrica“ geheißen haben. Bei Zanotto war die Wiederherstellung von Loreo nicht wegen des Alters notwendig, sondern wegen der Kriegszerstörungen, doch erkannte auch Zanotto ihre ökonomische Bedeutung, und nicht nur die für den Schutz der Lagune. Für Zanotto war die Zeit der Kreuzzüge gekommen, die sich in den Orient wandten, ‚um das Heilige Grab zu befreien‘. Und auch Zanotto führt die Unglücke gegen Ende Vitale Faliers auf, dem man vorwarf, keine Vorsorge gegen den Mangel an Lebensmitteln getroffen zu haben.
Gleich zu Anfang erklärt August Friedrich Gfrörer († 1861) in seiner, erst elf Jahre nach seinem Tod erschienenen Geschichte Venedigs von seiner Gründung bis zum Jahre 1084, dass in der katastrophalen Niederlage vom November 1084 (wie Gfrörer datiert) nach Anna Komnena 13.000 Venezianer ums Leben gekommen seien (S. 544). 2.700 Venezianer fielen dabei in Gefangenschaft, wie ein anderer Chronist berichtet. Die Venezianer verloren neun große Kriegsschiffe, Galeoten genannt. „Die allgemeine Verzweiflung entlud sich vernichtend über dem Haupte des Dogen Silvio“ (S. 547). Dandolo, den Chronisten, zitiert Gfrörer mit den Worten: „wegen des Verlustes der gegen Robert ausgeschickten Flotte entbrannte der Zorn der Veneter wider den Dogen, also daß derselbe abgesetzt ward“. Gfrörer rechnet hieraus zurück und kommt zu dem Ergebnis, der Doge sei im November/Dezember 1084 gestürzt worden. Anschließend meint er: „Vitalis Faledro, der im Jahre 1084 den herzoglichen Stuhl bestieg, hatte durch Versprechungen und Geschenke die Austreibung Silvios’s durchgesetzt“ (S. 549). Unklar bleibt nach Gfrörer, wie sich die folgenden Kämpfe mit den Normannen entwickelten, bis Robert starb, doch für den Autor ist klar, „daß das ganze normannische Unternehmen und zwar hauptsächlich in Folge der seltenen Ausdauer, welche die Veneter entwickelten, zuletzt wie eine Seifenblase, in Nichts zerrann“ (S. 552). Nach Gfrörer kam Robert „zwischen dem October 1084 und dem Juli 1085 keinen Schritt vorwärts“. Auf die Frage, warum Andrea Dandolo in krassem Gegensatz dazu behauptet, dem Dogen sei gegen Robert nichts gelungen, erwidert Gfrörer, der Nachfahre Enrico Dandolos habe es für unsinnig gehalten, „dem griechischen Reich, einer verlornen Macht, beizuspringen“ und: „Aus demselben Grund verwarf er, meines Erachtens, auch das Bündniß, das die Dogen Silvio und Faledro mit Alexius geschlossen hatten, und ließ sich hinreißen, gering von ihren Waffenthaten zu reden“ (S. 555). Gfrörer hingegen glaubte, „daß im Gegentheil die byzantinische Amme, mochte sie an sich noch so erbärmlich sein, dem venetianischen Gemeinwesen während seiner Kindheit sehr ersprießliche Dienste leistete.“ Nun allerdings „schleuderte Venedig die Wiege weg, wurde statt eines Schützlings erst Beschützer, bald, durch Undank erbittert, Todfeind des griechischen Ostreichs.“ Für Gfrörer wurde die Goldbulle von 1082 in Wirklichkeit 1084 ausgestellt, wie Anna Komnena in ihrem Geschichtswerk richtig einordne – diese Neudatierung hat sich allerdings nie durchgesetzt. Nach dem Autor nennt die Goldbulle aber genau deshalb keinen Dogennamen, weil der Kaiser versuchte, das Interregnum zwischen Silvo und Falier zu nutzen, und zugleich, entsprechend der Verfassungsentwicklung Venedigs, und damit unter dem Einfluss Gregors VII., auch den Patriarchen von Grado durch Geschenke und Privilegien zu gewinnen. Früher hätte es genügt, den Dogen auf seine Seite zu ziehen. Dass der Bruch von 1082/84 so scharf war, glaubt Gfrörer allerdings keineswegs, denn für ihn hatte der ökonomische Aufstieg Venedigs im Osten bereits ab 991 begonnen, nämlich mit dem ersten Privileg dieser Art für Venedig.
In vielerlei Hinsicht anders argumentiert Heinrich Kretschmayr 1905 in seiner Geschichte von Venedig. Auch bei ihm müssen die Kämpfe zwischen den Normannen unter Robert und Kaiser Alexios im Mittelpunkt stehen, ebenso der damit verflochtene Investiturstreit, dann die Eroberung Kroatiens durch Ungarn, die Neueinweihung von San Marco. Robert landete im Mai 1082 in Otranto, im selben Monat, in dem Alexios den Venezianern das überaus bedeutende Chrysobullon ausstellte. Dieses öffnete den Venezianern „das ganze Ostreich samt der Hauptstadt als zoll- und abgabenfreies Handelsgebiet und unterstellte die venezianischen Handelsleute daselbst der dogalen Gerichtsbarkeit. Alle Konkurrenten waren damit aus dem Felde geschlagen“ (S. 163). Alexios „hatte keine andere Wahl.“ Im Sommer 1083 erschien erneut eine venezianische Flotte und eroberte Durazzo, überwinterte dort und eroberte im Frühjahr 1084 Korfu. Erst im Herbst führten die Normannen 150 Kriegsschiffe von Otranto nach Butrint über die Adria. Ein langer Kampf entspann sich, „der den berichtenden Quellen bald als eine Reihe von Treffen, bald als eine einzige, grosse, tagelange Schlacht erscheint“ (S. 164). Zunächst siegten Venezianer und Griechen, dann unterlagen sie vor Korfu. „Daheim im Seeland forderte die Hiobspost ihr Opfer – den Dogen Domenico Silvio“. Kretschmayr berichtet schließlich gleichfalls die beiden Versionen seines Abtretens. „Sein Nachfolger, den manche Berichte an seinem Sturze mitschuldig wissen wollen, Vitale Falieri (Faletro) … sah dann das Ende des Krieges.“ Die venezianische Flotte unterlag zunächst abermals, diesmal zu Saseno bei Aulona. Dann aber siegte sie erneut vor Butrint. „Aber mächtiger als die Schiffe stritten für Venedig Krankheit und Tod“, meint der Autor. Boemund erkrankte und musste heimkehren, Robert starb am 17. Juli 1085. Das zurückgewonnene Durazzo übergaben die Venezianer wieder an Alexios. Im März 1095 ging Heinrich IV. „wohl zum Besuche der Stadt eingeladen“, nach Venedig, „damals in äusserster Bedrängnis in Oberitalien festgehalten“. Er „hob eine Tochter des Dogen aus der Taufe und bestätigte die Verträge auf der Grundlage des Paktums Ottos II.“ „Der den Handelsverkehr zwischen dem Reich und Venedig betreffende Artikel wurde durch einen anscheinend harmlosen stilistischen Zusatz dahin umgeformt, dass den Reichsuntertanen der Eigenhandel über Venedig hinaus, wenn anders sie diese Stadt berührten, verwehrt, den Venezianern somit das Stapelrecht für Waren aus dem Westreiche zugestanden sein solle.“ Venedig trat also, „da Papst Urban die abendländische Welt zur ersten grossen Kreuzfahrt aufrief, gelassen zu dem gebannten Kaiser in Verhältnis“. „Im übrigen hielt man für gut, im Jahre 1094 die schwache Südgrenze des Dogates durch Neubefestigung und Neuordnung der militärischen Verteidigung von Loreo zu sichern.“ Am „10. September 1095 (?)“ kam es zu einem mitternächtlichen Erdbeben und einem schweren Sturm, „hernach Teuerung, Notstand, Hungerrevolten. Während dieser Wirren ist der Doge gestorben und am Weihnachtsfeiertage 1096 in der Vorhalle von San Marco beigesetzt worden; noch steht dort der Steinsarkophag, das älteste völlig erhaltene Dogengrab.“ Für eine Legende hält der Autor die Nachricht, man habe nach der besagten Hungersnot dem Dogen Brot ins Grab geworfen „mit dem höhnenden Zuruf, er möge sich jetzt daran vergnügen, da er doch vordem seinem hungernden Volke keines habe schaffen können“ (S. 167).
John Julius Norwich interessiert sich in seiner History of Venice, die 1977 erstmals aufgelegt wurde, gleichfalls vor allem für den Krieg gegen die Normannen. Auch verfährt er gelegentlich höchst willkürlich mit den Quellen, deren Glaubhaftigkeit er vielfach in Frage stellt. Anna Komnena erklärt er kurzerhand für unglaubwürdig, die Rache Venedigs am Ende für eine Art „wishful thinking“. Sie selbst, wie man an der Beschreibung der Verstümmelungen der Venezianer durch Robert erkennen könne, „dwells with the morbid pleasure that is one of her least attractive characteristics“. Zugleich seien die Vorteile aus dem Chrysobullon von 1082 „almost impossible to exaggerate“. Dabei zitiert er Charles Diehl in übersetzter Form: „On that day Venetian world trade began.“ Andererseits konnten die Venezianer nicht wissen, dass sich die Normannenfrage abschwächen würde, denn Robert starb erst nach dem Sturz des Dogen, der als ‚Sündenbock‘ herhalten musste. Norwich zieht Dandolo in Zweifel: „The historian Andrea Dandolo accuses the new Doge, Vitale Falier, of having persuaded the people, by means of promises and bribes, to depose his predecessor“. Er habe 250 Jahre später geschrieben, und gerade diese Passage sei „so sketchy“, dass man Falier auf dieser Basis nicht verurteilen könne. Der Doge starb kurz nach dem Besuch Heinrichs IV. und er lag bereits im Sterben, als Urban II. zum Kreuzzug aufrief.
Donald M. Nicol ging 1988 so weit zu vermuten, dass die Goldbulle von 1082 eine Erfindung Andrea Dandolos sein könne (S. 63). Auch die Legende um die Wiederauffindung der besagten Reliquien hält er für eine bloße Erfindung, die nur dazu diente, die legendäre Wiederauffindung von Reliquien in der Apostelkirche in Konstantinopel, nämlich der Heiligen Andreas, Lukas und Timotheus, zu überbieten (S. 65).

### Geschichtsschreibung
- Roberto Cessi (Hrsg.): Origo civitatum Italiae seu Venetiarum (Chronicon Altinate et Chronicon Gradense), Rom 1933 (= Fonti per la storia d’Italia, LXXIII), S. 29, 47, 120, 143, 147, 158.
- Bernard Leib (Hrsg.): Anna Comnène, Alexiade, 3 Bde., Bd. II, Paris 1967, S. 54 f.
- Henry Simonsfeld (Hrsg.): Annales Venetici breves, in: Monumenta Germaniae Historica, Scriptores, XIV, hrsg. v. G. Waitz, Hannover 1883, S. 70 (Digitalisat)
- Ester Pastorello (Hrsg.): Andrea Dandolo, Chronica per extensum descripta aa. 460–1280 d.C., (= Rerum Italicarum Scriptores XII,1), Nicola Zanichelli, Bologna 1938, S. 217–220, 224, 255. (Digitalisat, S. 216 f.)
- Marino Sanudo: Le vite dei dogi, hrsg. von Giovanni Monticolo, (= Rerum Italicarum Scriptores XXII,4), 2. Aufl., S. 156–161.

### Urkunden
- Dietrich von Gladiß, Alfred Gawlik (Hrsg.): Diplomata Henrici IV, in: Monumenta Germaniae Historica, Urkunden der deutschen Könige und Kaiser, VI, 1–3, Berlin, Wien 1941–1978, n. 417, S. 555 f. („Heinrich bestätigt dem Kloster des hl. Hilarius und Benedikt bei Venedig Schutz und Immunität, die Verleihungen seiner Vorgänger sowie die Befreiung von Zoll und Abgaben“, Padua, 6. Januar 1091 (Digitalisat der Edition)), n. 442, S. 593–597 („Heinrich erneuert dem Dogen Vitalis Faletro den Vertrag mit den Venezianern“, Treviso 1095 (Digitalisat der Edition)), n. 445, S. 600 f. („Heinrich bestätigt dem Kloster der hl. Zacharias und Pancratius zu Venedig seine Besitzungen, den königlichen Schutz und die Immunität“, Mestre, Juni 1095 (Digitalisat der Edition)).
- Gottlieb Lukas Friedrich Tafel, Georg Martin Thomas (Hrsg.): Urkunden zur älteren Handels- und Staatsgeschichte der Republik Venedig, Wien 1856, in: Fontes Rerum Austriacarum, Abt. II. Diplomataria et Acta, 3 Bde., Bd. 1: 814–1205, Wien 1856, n. XXIII–XXV, S. 43–63 (Digitalisat).
- Luigi Lanfranchi (Hrsg.): Famiglia Zusto, Venedig 1955, n. 1, 3.
- Eva Malipiero Ucropina (Hrsg.): Ss. Secondo ed Erasmo, Venedig 1958, n. 1.
- Luigi Lanfranchi (Hrsg.): S. Giorgio Maggiore, Bd. II, Venedig 1968, n. 69.